# Eterozigosi
In genetica, si definisce eterozigosi, in contrapposizione all'omozigosi, la condizione genetica di una cellula o di un organismo costituita dalla presenza di una coppia di alleli diversi per un dato gene; gli alleli occupano gli stessi loci sui cromosomi omologhi corrispondenti.
In generale, gli alleli possono essere dominanti, indicati solitamente da lettere maiuscole; o recessivi, indicati da lettere minuscole. Pertanto, l'individuo diploide eterozigote sarà del tipo Aa. Il fenotipo dell'individuo eterozigote è determinato dall'allele dominante: esso può essere quindi fenotipicamente uguale all'omozigote dominante. In altri casi, ad esempio in una specie botanica che produce fiori rossi (indicati con RR, omozigote dominante) e fiori bianchi (indicati con rr, omozigote recessivo), allora gli individui eterozigoti Rr possono presentare fiori di colore rosa; questo perché il numero di alleli determina l'espressione del fenotipo.
Essendo ciascun individuo composto da cellule contenenti tutte lo stesso patrimonio genetico, l'eterozigosi si riferisce sia all'individuo nel complesso sia alle cellule che lo compongono. Gregor Mendel indicava gli individui eterozigoti con il termine ibrido. Il genotipo è Aa e il fenotipo è A. Gli alleli si indicano con lettera piccola (il recessivo) e lettera maiuscola (il dominante), mentre il genotipo si definisce con i due alleli, quindi AA, Aa o aa. Il fenotipo è quello che si manifesta fisicamente, quindi fenotipo A per genotipi AA e Aa e fenotipo a per genotipo aa.